# (5981) Kresilas
(5981) Kresilas es un asteroide perteneciente al cinturón de asteroides, región del sistema solar que se encuentra entre las órbitas de Marte y Júpiter, descubierto el 24 de septiembre de 1960 por Cornelis Johannes van Houten en conjunto a su esposa también astrónoma Ingrid van Houten-Groeneveld y el astrónomo Tom Gehrels desde el Observatorio del Monte Palomar, Estados Unidos.

## Designación y nombre
Designado provisionalmente como 2140 P-L. Fue nombrado Kresilas en homenaje al escultor griego Cresilas, que vivió en el siglo V a. C. Es conocido sobre todo por su escultura de Pericles, de la que todavía existen varias copias.

## Características orbitales
Kresilas está situado a una distancia media del Sol de 2,766 ua, pudiendo alejarse hasta 3,370 ua y acercarse hasta 2,161 ua. Su excentricidad es 0,218 y la inclinación orbital 10,30 grados. Emplea 1680,38 días en completar una órbita alrededor del Sol.

## Características físicas
La magnitud absoluta de Kresilas es 12,8. Tiene 9,475 km de diámetro y su albedo se estima en 0,164. 